# Thorictus wasmanni
Thorictus wasmanni is een keversoort uit de familie spektorren (Dermestidae). De wetenschappelijke naam van de soort werd in 1895 gepubliceerd door Edmund Reitter.